# Jørgen Skjelvik
Jørgen Skjelvik, né le 5 juillet 1991 à Bærum en Norvège, est un footballeur international norvégien. Pouvant jouer au poste de défenseur central ou d'arrière gauche, il joue actuellement au Stabæk Fotball.

## Biographie

### En club
Né à Bærum en Norvège, Jørgen Skjelvik est formé par le club local du Stabæk Fotball.
En janvier 2012 il est recruté par le club suédois du Kalmar FF. Le transfert est annoncé dès le 22 novembre 2011 et il signe un contrat de trois ans, soit jusqu'en décembre 2014.
Le 17 juillet 2013, Jørgen Skjelvik signe en faveur du Rosenborg BK pour un contrat de quatre ans et demi, soit, soit jusqu'en décembre 2017.
En janvier 2018, Jørgen Skjelvik rejoint le Galaxy de Los Angeles. Le transfert est annoncé le 14 décembre 2017.
Le 31 janvier 2020, Jørgen Skjelvik est prêté jusqu'à la fin de la saison à l'Odense BK.
Le 15 juillet 2010, il inscrit un but lors du 2e tour de la Ligue Europa face au club biélorusse du Dnepr Moguilev.
En fin de contrat avec l'Odense BK, Jørgen Skjelvik rejoint librement le club chypriote de l'Apollon Limassol le 4 juillet 2023. Il signe un contrat d'une saison avec une année supplémentaire en option.
Le 19 juin 2024 est annoncé le retour de Jørgen Skjelvik dans son club formateur, le Stabæk Fotball où il apportera son expérience alors que le club est en deuxième division norvégienne. Il signe un contrat courant jusqu'en décembre 2026.

### En équipe nationale
Il joue son premier match en équipe nationale le 15 novembre 2013 lors d'une rencontre amicale face au Danemark.

## Palmarès
Avec Helsingborgs IF
- Champion de Suède en 2011

 Avec Rosenborg BK
- Champion de Norvège en 2015 et 2016
- Vainqueur de la Coupe de Norvège en 2015 et 2016

## Statistiques
Le tableau ci-dessous récapitule les statistiques de Jørgen Skjelvik lors de sa carrière en club :
| Saison                | Club                   | Championnat           | Championnat | Championnat | Coupe(s) nationale(s) | Coupe(s) nationale(s) | Compétition(s) continentale(s) | Compétition(s) continentale(s) | Compétition(s) continentale(s) | Total | Total |
| Saison                | Club                   | Division              | M.          | B.          | M.                    | B.                    | Comp.                          | M.                             | B.                             | M.    | B.    |
| 2008                  | Stabæk Fotball         | Tippeligaen           | -           | -           | 1                     | 0                     | -                              | -                              | -                              | 1     | 0     |
| 2009                  | Stabæk Fotball         | Tippeligaen           | 4           | 0           | 4                     | 1                     | C1                             | 1                              | 0                              | 9     | 1     |
| 2010                  | Stabæk Fotball         | Tippeligaen           | 18          | 0           | 3                     | 1                     | C3                             | 2                              | 1                              | 23    | 2     |
| 2011                  | Stabæk Fotball         | Tippeligaen           | 7           | 0           | 3                     | 1                     | -                              | -                              | -                              | 10    | 1     |
| 2011                  | Helsingborgs IF (prêt) | Allsvenskan           | 3           | 1           | 2                     | 0                     | C3                             | 1                              | 0                              | 6     | 1     |
| 2012                  | Kalmar FF              | Allsvenskan           | 29          | 1           | 1                     | 0                     | C3                             | 5                              | 0                              | 35    | 1     |
| 2013                  | Kalmar FF              | Allsvenskan           | 1           | 0           | 3                     | 0                     | -                              | -                              | -                              | 4     | 0     |
| 2013                  | Rosenborg BK           | Tippeligaen           | 8           | 0           | 2                     | 0                     | -                              | -                              | -                              | 10    | 0     |
| 2014                  | Rosenborg BK           | Tippeligaen           | 28          | 2           | 2                     | 0                     | C3                             | 5                              | 0                              | 35    | 2     |
| 2015                  | Rosenborg BK           | Tippeligaen           | 25          | 2           | 7                     | 0                     | C3                             | 13                             | 0                              | 45    | 2     |
| 2016                  | Rosenborg BK           | Tippeligaen           | 26          | 0           | 6                     | 1                     | C1+C3                          | 4+2                            | 1+0                            | 38    | 2     |
| Total sur la carrière | Total sur la carrière  | Total sur la carrière | 149         | 6           | 34                    | 4                     | -                              | 33                             | 2                              | 216   | 12    |